# 17088 Джіупалаццоло
17088 Джіупалаццоло (17088 Giupalazzolo) — астероїд головного поясу, відкритий 10 травня 1999 року.
Тіссеранів параметр щодо Юпітера — 3,421.